# О, Сандра
Сандра Миджу О (англ. Sandra Miju Oh; род. 20 июля 1971, Оттава, Онтарио, Канада) — канадская и американская актриса. Известна своими ролями Риты Ву в комедийном сериале HBO «Арлисс» (1996–2002), доктора Кристины Янг в медицинской драме ABC «Анатомия страсти» (2005–2014) и Евы Поластри в шпионском триллере BBC America «Убивая Еву» (2018–2022). За свою карьеру получила одну премию «Эмми» из четырнадцати номинаций, две премии «Золотой глобус» и четыре премии Гильдии киноактёров США. В 2019 году журнал Time назвал её одной из 100 самых влиятельных людей в мире.
Сандра О впервые получила признание за роли в канадских фильмах «Двойное счастье» (1994) и «Дневник Эвелин Ло» (1994), за которые была удостоена премии «Джини». Среди её последующих телевизионных работ выделяются «Справедливая Эми», «Американское преступление», а также озвучивание персонажей в «Американский папаша!», «Американский дракон: Джейк Лонг», «Семейка Праудов», «Финес и Ферб», «Отряд курят кун-фучих», «Ши-Ра и непобедимые принцессы» и «Неуязвимый». В 2021 году она исполнила главную роль в комедийно-драматическом сериале Netflix «Кафедра» и была одним из исполнительных продюсеров этого проекта.
Среди заметных работ Сандры О в кино — «Прошлой ночью» (1998), «Долгая жизнь, счастье и процветание» (2002), «Вилби Великолепный» (2004), «Женская драка» (2016), «Парк медитации» (2017) и «Леди-викторина» (2023). Она также исполняла второстепенные роли в фильмах «Мистер Бин» (1997), «Дневники принцессы» (2001), «Под солнцем Тосканы» (2003), «На обочине» (2004), «Леденец» (2005), «Кроличья нора» (2010) и «Тэмми» (2014). Озвучивала персонажей в анимационных фильмах «Мулан 2» (2004), «Путешествие на Луну» (2020), «Райя и последний дракон» (2021) и «Яга и книга заклинаний» (2022).
Сандра О вела 28-ю церемонию вручения наград «Джини» в 2008 году и стала первой женщиной азиатского происхождения, которая вела церемонию вручения премии «Золотой глобус» на 76-й церемонии в 2019 году. В марте 2019 года она стала первой азиатско-канадской женщиной, которая вела телешоу «Saturday Night Live», и третьей актрисой азиатского происхождения после Люси Лью в 2000 году и Аквафины в 2018 году. Также стала первой актрисой азиатского происхождения, номинированной на премию «Эмми» за лучшую женскую роль в драматическом телесериале, и первой женщиной азиатского происхождения, выигравшей два «Золотых глобуса».

## Ранняя жизнь и образование
Сандра Миджу О родилась 20 июля 1971 года в городе Непин, провинция Онтарио, в семье южнокорейских иммигрантов среднего класса. Её отец, О Ённам, был биохимиком, а мать, О Джунсу (Джон), — предпринимателем. Родители переехали в Канаду в начале 1960-х годов. У Сандры есть брат Рэй и сестра Грейс. Семья исповедовала христианство и жила на улице Камвуд-Кресент в Непине. С четырёхлетнего возраста О занималась балетом и актёрским мастерством, чтобы исправить косолапость. В детстве она была одной из немногих детей азиатского происхождения в Непине.
В десять лет Сандра сыграла роль Волшебника горя в школьном мюзикле «The Canada Goose». В старшей школе она основала экологический клуб BASE (Borden Active Students for the Environment) и провела кампанию против использования одноразовых стаканчиков из полистирола. О была избрана президентом студенческого совета. Она также играла на флейте, продолжала заниматься балетом и актёрским мастерством, хотя понимала, что не станет профессиональной танцовщицей, и в итоге сосредоточилась на актёрской карьере. Сандра посещала уроки драмы, играла в школьных спектаклях и присоединилась к театральному клубу, где участвовала в Канадских импровизационных играх и комедийной группе Skit Row High. Несмотря на возражения родителей, она отказалась от стипендии на обучение журналистике в Карлтонском университете и поступила в Национальную театральную школу Канады в Монреале, где училась за свой счёт.
О сообщила родителям, что попробует себя в актёрской профессии на несколько лет, а если это не удастся, вернётся в университет. Она стала единственным членом своей семьи, не имеющим степени магистра. После окончания Национальной театральной школы в 1993 году она сыграла главную роль в театральной постановке пьесы Дэвида Мамета «Олеанна» в Лондоне, провинция Онтарио. Примерно в то же время она получила роли в биографических телевизионных фильмах о двух выдающихся канадках китайского происхождения: исполнила роль писательницы из Ванкувера Эвелин Лау в фильме «Дневник Эвелин Лау», где выиграла роль из более чем 1000 претенденток, и сыграла Адриенну Кларксон в биографическом фильме CBC о жизни Кларксон.

## Карьера

### 1994–2004: Ранняя карьера
Она получила известность в своей родной стране благодаря главной роли в канадском фильме «Двойная радость» 1994 года, где сыграла Джейд Ли, двадцатилетнюю канадку китайского происхождения, которая пытается совместить свои желания с желаниями родителей. Фильм получил положительные отзывы критиков, а Роджер Эберт высоко оценил «тёплое исполнение» О. Джанет Маслин из The New York Times также похвалила её, сказав: «Выступление мисс О делает Джейд умной, остроумной героиней, которую вы не скоро забудете». За эту роль О получила премию «Джини» в категории «Лучшая женская роль» В 1995 году она появилась в канадском фильме «Маленькие преступники», сыграв в нескольких сценах, но без указания в титрах.
В 1997 году она снялась в фильме «Мистер Бин», исполнив роль второго плана Бернис, менеджера по связям с общественностью художественной галереи. Среди других её канадских фильмов — «Долгая жизнь, счастье и процветание» и «Прошлой ночью» (1998), за которые она снова получила премию «Джини» в категории «Лучшая женская роль». Она также снялась в драме «Танцы в „Голубой Игуане“» 2000 года, где сыграла стриптизёршу в клубе для взрослых вместе с Дэрил Ханной. Фильм получил средние отзывы, хотя О была высоко оценена за свою игру. В рецензии The New York Times говорилось: «О максимально использует свои возможности, чтобы исследовать уязвимость за жёсткой поверхностью своих персонажей». В том же году она появилась в драме «Пробуждая мертвецов». В 2002 году О снялась в семейной комедии «Большой толстый лжец», а затем исполнила небольшую роль в фильме Стивена Содерберга «Во всей красе» (2002).
О получила признание критиков за шесть сезонов в роли Риты Ву, ассистентки президента крупного спортивного агентства, в сериале HBO «Арлисс», за что была номинирована на премию NAACP Image в категории «Лучшая актриса второго плана в комедийном сериале» и получила премию Cable Ace в категории «Лучшая женская роль в комедии». Она также несколько раз появлялась в качестве приглашённой актрисы в сериалах «Лучшие» (1999), где сыграла учителя гуманитарных наук, и «Кунг-фу: Возрождение легенды», «Справедливая Эми», «Клиент всегда мёртв» и «Джек на все руки мастер».
В театре О также участвовала в мировых премьерах пьес Джессики Хагедорн «Поедатели собак» в La Jolla Playhouse и Дианы Сон «Стоп-поцелуй» в Публичном театре Джозефа Паппа в Нью-Йорке.
В 2003 году она снялась в роли второго плана в фильме с Дайан Лейн «Под солнцем Тосканы», а затем исполнила роль второго плана в драме Александра Пэйна «На обочине» (2004). Она считает «На обочине» и «Дневник Эвелин Лау» двумя лучшими фильмами в своей карьере.

### 2005–2013: «Анатомия страсти»
В 2005 году О сыграла в нескольких фильмах, включая скандальный триллер Дэвида Слейда «Леденец» и независимую антологическую драму «Три  иглы» (2005), где её партнёрами по съёмочной площадке были Хлоя Севиньи и Олимпия Дукакис. В этом фильме она исполнила роль католической монахини в африканской деревне, поражённой СПИДом. В том же году О получила роль Кристины Янг в первом сезоне популярного медицинского сериала ABC «Анатомия страсти». Её работа в этом шоу принесла ей премию «Золотой глобус» за лучшую женскую роль второго плана в драматическом сериале в 2005 году и премию Гильдии киноактёров США за лучшую женскую роль в драматическом сериале в 2006 году. В июле 2009 года она получила свою пятую подряд номинацию на премию «Эмми» в категории «Лучшая женская роль второго плана в драматическом сериале» за свою работу в этом сериале.

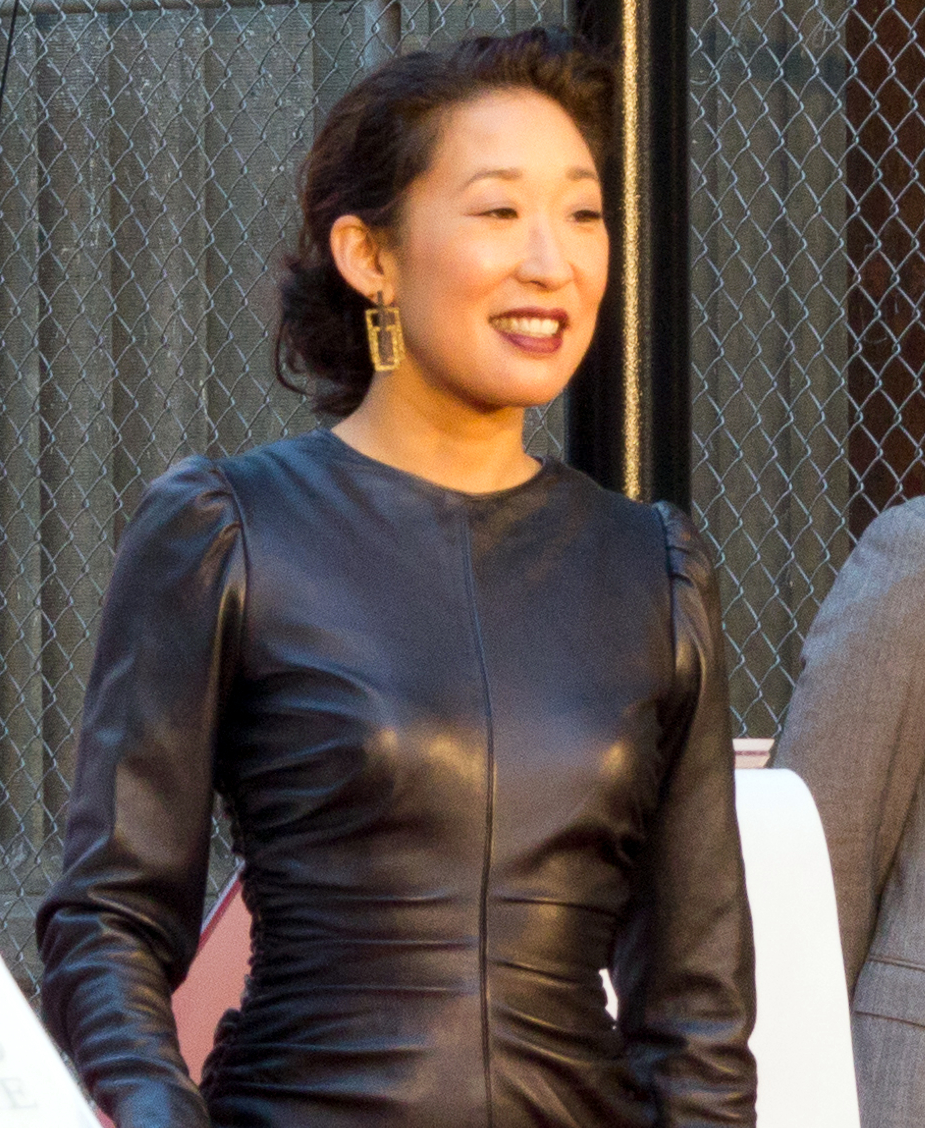
О, на церемонии вручения ей звезды на Аллее славы Канады, 2011 год

Помимо работы в сериале «Анатомия страсти», О продолжала сниматься в фильмах. Она сыграла одну из главных ролей в триллере «Ночной слушатель» (2006) вместе с Робином Уильямсом и Тони Коллетт, а также в супергеройской комедии «ЗащитнеГ» (2009). В 2010 году она появилась в фильме «Рамона и Бизус» и в драме «Кроличья нора», получившей положительные отзывы критиков, где её партнёрами по съёмочной площадке стали Николь Кидман и Аарон Экхарт.
В единственной аудиокниге она озвучила Бриджид О'Шонесси в драматической адаптации «Мальтийского сокола» (2008), номинированной на премию «Грэмми». В этом проекте также приняли участие Майкл Мэдсен и Эдвард Херрманн. О озвучила несколько персонажей в анимации, включая гостевые роли в «Американском драконе: Джейк Лонг», принцессу Тин-Тин в «Мулан 2» и Дуфу в «Земля до начала времён 13: Сила дружбы».
3 марта 2008 года О вела 28-ю церемонию вручения премии «Джини». В 2009 году она снялась в документальном фильме «Люди говорят», который основан на письмах, дневниках и речах простых американцев и использует драматические и музыкальные интерпретации. Фильм был создан по мотивам книги историка Говарда Зинна «Народная история Соединённых Штатов». В 2010 году, во время перерыва в съёмках «Анатомии страсти», О сыграла Сару Чен в британской криминальной драме «Доктор Торн». Для этой роли ей пришлось пройти интенсивные занятия по диалекту, чтобы правдоподобно изобразить британскую героиню.
28 июня 2011 года было объявлено, что О получит звезду на Аллее славы Канады. Торжественная церемония состоялась 1 октября в театре Элгин в Торонто. В 2013 году О официально объявила, что покинет сериал «Анатомия страсти» в конце десятого сезона. Она покинула шоу в финале десятого сезона.

### 2014–наст. время: Роли в кино и «Убивая Еву»
В октябре 2014 года О объявила о сотрудничестве с канадским режиссёром Энн Мари Флеминг в работе над анимационным полнометражным фильмом под названием «Лошади в окнах: Поэтическое персидское просветление Рози Мин». Также она исполнила второстепенную роль в комедийном фильме «Тэмми» (2014), где сыграла жену персонажа Кэти Бейтс.

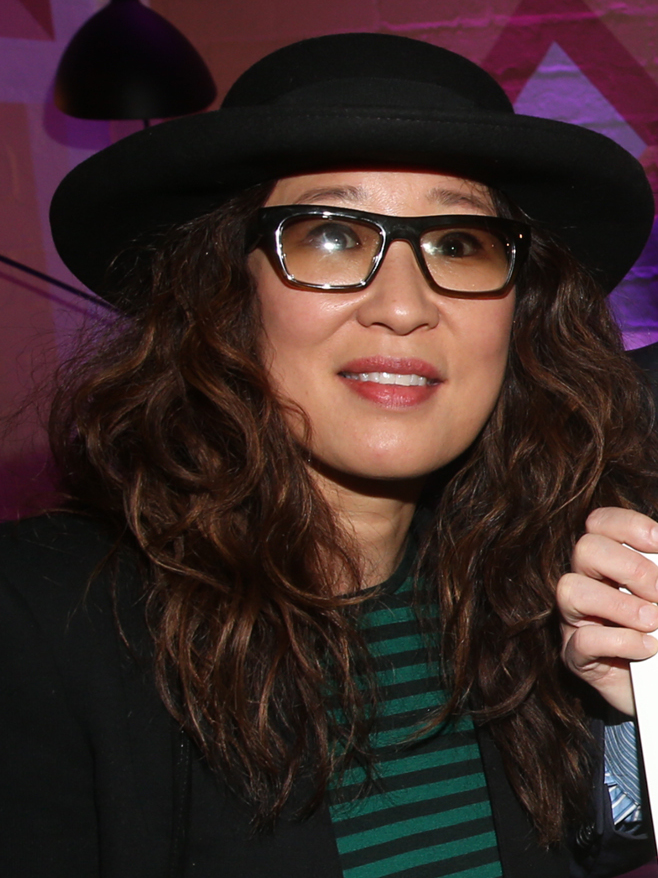
Сандра О, 2016 год

В 2015 году она снялась в комедийном веб-сериале Refinery29 «Отстойные парни». В декабре 2015 года О начала съёмки в комедийном фильме «Женская драка» (2016) в Нью-Йорке. В 2017 году О исполнила роль Эбби Танаки в третьем сезоне антологического драматического сериала «Американское преступление».
С апреля 2018 года О начала исполнять главную роль в шпионском триллере BBC America и BBC Three «Убивая Еву», играя британского агента разведки Еву Поластри, чья цель — психопатическая убийца Вилланель (в исполнении Джоди Комер), с которой у неё развивается взаимное увлечение. Прочитав сценарий сериала, О не осознавала, что её рассматривают на главную роль, заявив, что она была «запрограммирована» годами стереотипного изображения в качестве лучшей подруги главных героев. Перед премьерой сериал был продлён на второй сезон, а третий сезон был анонсирован менее чем через день после премьеры второго сезона в США. Вскоре после этого сериал был продлён и на четвёртый сезон.

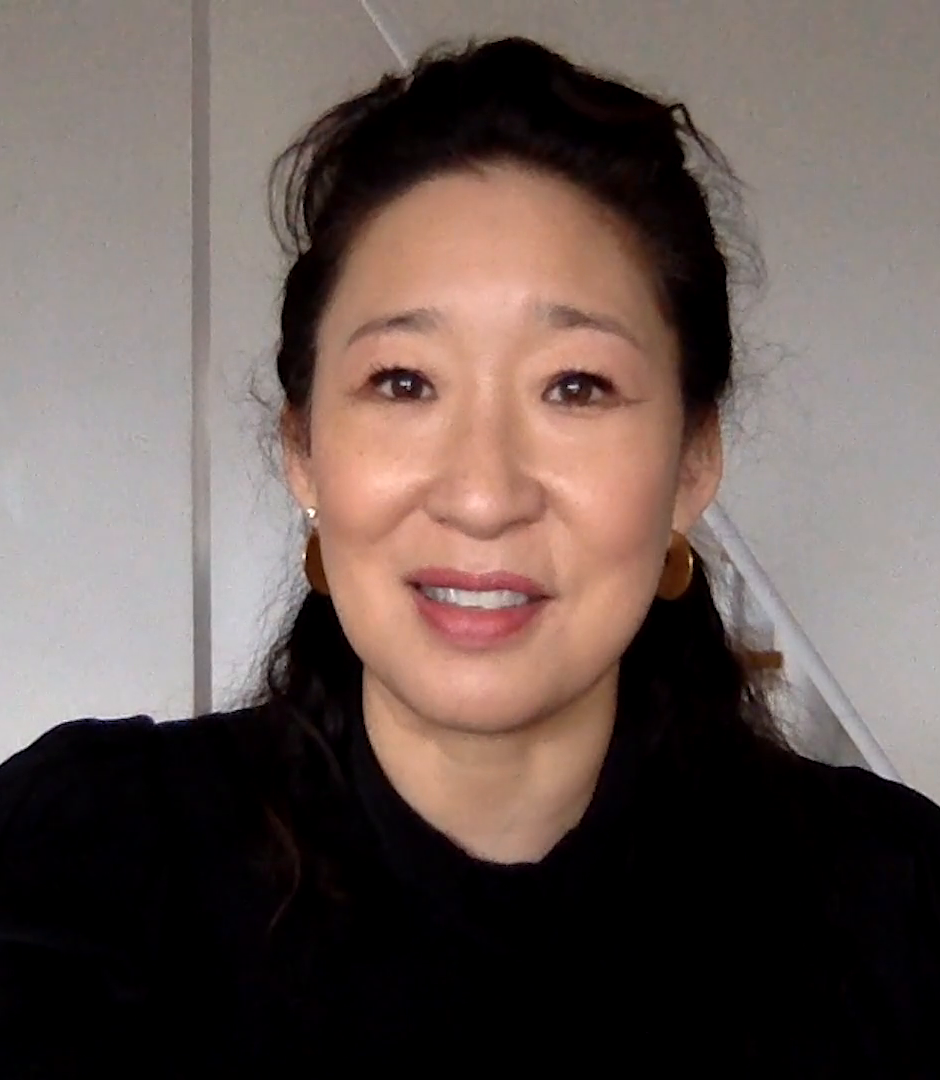
Сандра О, во время вручения премии «Пибоди», 2021 год

О получила признание критиков за свою работу в сериале. Дженна Шерер описала её в Rolling Stone как «неотразимого актёра — выразительного и сложного, сочетающего остроумие и глубокий пафос». Когда Vulture объявил О лучшей актрисой на телевидении, критик Мэтт Золлер Сейц написал: «Это впечатляющее выступление, но настолько скромное и незаметное по своим эффектам, что вы уходите, думая, что видели захватывающую историю с убедительными персонажами, а не культурное явление. Это магический трюк высшего порядка». В 2018 году О стала первой актрисой азиатского происхождения, номинированной на премию прайм-тайм «Эмми» за лучшую женскую роль в драматическом телесериале за эту роль. Она выиграла премию «Золотой глобус» за Премия «Золотой глобус» за лучшую женскую роль в телевизионном сериале — драма, став первой женщиной азиатского происхождения, получившей две премии «Золотой глобус». В 2019 году О выиграла премию Гильдии киноактёров США за лучшую женскую роль в драматическом сериале.
С 2018 по 2020 год О озвучивала роль Кастаспеллы в анимационном супергеройском сериале «Ши-Ра и непобедимые принцессы». В 2019 году она была соведущей 76-й церемонии вручения премии «Золотой глобус» вместе с Энди Сэмбергом. О стала первой женщиной азиатского происхождения, которая вела это шоу. В марте 2019 года она стала первой канадкой азиатского происхождения, которая вела «Saturday Night Live», и третьей актрисой азиатского происхождения после Люси Лью в 2000 году и Аквафины в 2018 году. В 2021 году О озвучила Вирану, вождя племени Клык в диснеевском анимационном фильме «Райя и последний дракон».
Озвучивание роли Дебби Грейсон в анимационном супергеройском драматическом мультсериале «Неуязвимый». Сериал, основанный на одноимённой серии комиксов, вышел на Amazon Prime Video в 2021 году. В том же году О стала исполнительным продюсером и сыграла главную роль в комедийно-драматическом сериале Netflix «Кафедра».
В 2022 году О озвучила роль Мин Ли, строгой и чрезмерно заботливой матери главной героини в анимационном фильме Pixar «Я краснею». Она участвовала в экранизации Линн Рэмси сборника рассказов Маргарет Этвуд «Каменный матрас».
В 2023 году О сыграла роль Дженни Ям, дерзкой, общительной и импульсивной старшей сестры главной героини в комедии 20th Century Studios «Леди-викторина».
Её предстоящие проекты включают фильм «Удача» Азиза Ансари.

## Личная жизнь
О была в отношениях с режиссёром Александром Пэйном в течение пяти лет. Они поженились в январе 2003 года, расстались в начале 2005 года и развелись в конце 2006 года.
8 июля 2013 года О получила ключ от города Оттава от мэра Джима Уотсона.
О практикует Випассану, буддийскую форму медитации. Её актёрская работа вдохновлена творческим коллективом, который обучает «творческой работе со сновидениями», сочетая юнгианский анализ сновидений с методом актёрской игры и стремясь вывести подсознательную работу на уровень сознания.
О получила гражданство США в 2018 году. В первую годовщину своего гражданства она обсуждала этот вопрос, выступая в качестве ведущей на «Saturday Night Live», и назвала себя «азиатско-канадско-американкой».
В 2019 году О была удостоена Национальной премии искусств Центра искусств генерал-губернатором Канады в рамках Премии генерал-губернатора за достижения в области исполнительских искусств.
В июне 2022 года О была назначена офицером Ордена Канады. Позже в том же году она вошла в число недавно назначенных офицеров Ордена, которые были включены в состав канадской делегации на государственных похоронах королевы Елизаветы II.

### Активизм
22 марта 2021 года О выступила с речью на митинге Stop Asian Hate в Питтсбурге, штат Пенсильвания, в ответ на стрельбу в спа-салонах в Атланте. Она призвала людей «обратиться к сообществу американского происхождения», заявив, что они «очень напуганы».
Я буду очень, очень кратка, но я знаю одно: многие из нас в нашем сообществе очень напуганы, и я это понимаю, и один из способов попытаться преодолеть свой страх – это обратиться к нашим сообществам.....Я обращаюсь ко всем присутствующим с призывом: если вы что-то увидите, вы поможете мне? Если вы увидите, что кто-то из наших братьев и сестер в беде, вы поможете нам?..Я горжусь тем, что я азиатка! Я хочу услышать, как вы скажете: Я горжусь тем, что я азиат! Я принадлежу этому месту! Я горжусь тем, что я азиат! Я принадлежу этому месту! У многих из нас нет возможности сказать это, поэтому я просто хотел дать нам возможность заявить об этом.

## Фильмография
| Год          | Название на русском                    | Название на английском                           | Роль                                   | Примечания                              |
| ------------ | -------------------------------------- | ------------------------------------------------ | -------------------------------------- | --------------------------------------- |
| 1993         | Дневник Эвелин Ло                      | The Diary of Evelyn Lau                          | Эвелин Ло                              |                                         |
| 1994         | Двойная радость                        | Double Happiness                                 | Джейд Ли                               |                                         |
| 1996         | Кунг-фу: Возрождение легенды           | Kung Fu: The Legend Continues                    | Май Чи                                 |                                         |
| 1996—2002    | Арлисс                                 | Arliss                                           | Рита Ву                                | Регулярная роль, 80 эпизодов            |
| 1997         | Мистер Бин                             | Bean                                             | Бернис Шиммел                          |                                         |
| 1998         | Последняя ночь                         | Last Night                                       | Сандра                                 |                                         |
| 1998         | Красная скрипка                        | Red Violin                                       | мадам Мин                              |                                         |
| 1999         | Уроки любви                            | Guinevere                                        | Синди                                  |                                         |
| 2000         | Пробуждая мертвецов                    | Waking the Dead                                  | Ким                                    |                                         |
| 2000         | Танцы в «Голубой игуане»               | Dancing at the Blue Iguana                       | Жасмин                                 |                                         |
| 2000         | Лучшие                                 | Popular                                          | учительница                            | 2 эпизода                               |
| 2001         | Клиент всегда мёртв                    | Six Feet Under                                   | порно-старлетка                        | Эпизод: «An Open Book»                  |
| 2001         | Дневники принцессы                     | The Princess Diaries                             | заместитель директора Джеральдин Гупта |                                         |
| 2002         | Большой толстый лжец                   | Big Fat Liar                                     | миссис Филлис Колдуэлл                 |                                         |
| 2002         | Во всей красе                          | Full Frontal                                     | четвёртая из уволенных                 |                                         |
| 2003         | Под солнцем Тосканы                    | Under the Tuscan Sun                             | Пэтти                                  |                                         |
| 2004         | На обочине                             | Sideways                                         | Стефани                                |                                         |
| 2004         | Вилби Великолепный                     | Wilby Wonderful                                  | Кэрол Френч                            |                                         |
| 2004         | Мулан 2                                | Mulan II                                         | Тинь Тинь                              | Озвучивание                             |
| 2005—2013    | Американский папаша!                   | American Dad!                                    | мама Кейти/Тоши                        | 5 эпизодов, озвучивание                 |
| 2005—2014    | Анатомия страсти                       | Grey’s Anatomy                                   | доктор Кристина Янг                    | Регулярная роль, 220 эпизодов           |
| 2005         | Леденец                                | Hard Candy                                       | Джуди Токуда                           |                                         |
| 2005         | Лакомый кусочек                        | Cake                                             | Лулу                                   |                                         |
| 2005         | Три иглы                               | 3 Needles                                        | монахиня Мэри                          |                                         |
| 2006         | Ночной слушатель                       | The Night Listener                               | Анна                                   |                                         |
| 2007         | Земля до начала времён 13: Сила дружбы | The Land Before Time XIII: The Wisdom of Friends | Дуфа                                   | Озвучивание                             |
| 2008         | Слепота                                | Blindness                                        | министр здравоохранения                |                                         |
| 2008         | Финес и Ферб                           | Phineas & Ferb                                   | подружка доктора Фуфелшмерца           | 2 эпизода, озвучивание                  |
| 2009         | Робоцып                                | Robot Chicken                                    | Кейт Уинслет                           | 1 эпизод, озвучивание                   |
| 2009         | ЗащитнеГ                               | Defendor                                         | Эллен Парк                             |                                         |
| 2010         | Кроличья нора                          | Rabbit Hole                                      | Гэбби                                  |                                         |
| 2010         | Рамона и Бизус                         | Ramona and Beezus                                | миссис Мичем                           |                                         |
| 2014         | Тэмми                                  | Tammy                                            | Сьюзен                                 |                                         |
| 2018 — 2022  | Убивая Еву                             | Killing Eve                                      | Ева Поластри                           | Регулярная роль, 24 эпизода             |
| 2021         | Кафедра                                | The Chair                                        | Ким Джи-юн                             | Главная роль                            |
| 2021         | Райя и последний дракон                | Raya and the Last Dragon                         | Вирана                                 | Озвучивание                             |
| 2021 — н. в. | Неуязвимый                             | Invincible                                       | Дебби Грейсон                          | Озвучивание                             |
| 2022         | Я краснею                              | Turning Red                                      | Мин Ли                                 | Озвучивание                             |
| 2022         | Мама                                   | Umma                                             | Аманда                                 |                                         |
| 2022         | Песочный человек                       | The Sandman                                      | Пророк                                 | Эпизод: «Сон тысячи кошек»; озвучивание |
| 2023         | Леди-Викторина                         | Quiz Lady                                        | Дженни Ям                              |                                         |

## Награды и номинации
| Награда                        | Год  | Категория                                                                 | Название работы      | Результат |
| ------------------------------ | ---- | ------------------------------------------------------------------------- | -------------------- | --------- |
| Джини                          | 1994 | Лучшая женская роль                                                       | Двойная радость      | Победа    |
| Джини                          | 1998 | Лучшая женская роль                                                       | Последняя ночь       | Победа    |
| Джемини                        | 1993 | Лучшая женская роль                                                       | Дневник Эвелин Ло    | Номинация |
| Премия Гильдии киноактёров США | 2005 | Лучший актёрский состав в игровом кино                                    | На обочине           | Победа    |
| Премия Гильдии киноактёров США | 2006 | Лучшая женская роль в драматическом сериале                               | Анатомия страсти     | Победа    |
| Премия Гильдии киноактёров США | 2006 | Лучший актёрский состав в драматическом сериале                           | Анатомия страсти     | Номинация |
| Премия Гильдии киноактёров США | 2007 | Лучший актёрский состав в драматическом сериале                           | Анатомия страсти     | Победа    |
| Премия Гильдии киноактёров США | 2008 | Лучший актёрский состав в драматическом сериале                           | Анатомия страсти     | Номинация |
| Премия Гильдии киноактёров США | 2019 | Лучшая женская роль в драматическом сериале                               | Убивая Еву           | Победа    |
| Премия Гильдии киноактёров США | 2022 | Лучшая женская роль в комедийном сериале                                  | Кафедра              | Номинация |
| Золотой глобус                 | 2006 | Лучшая женская роль второго плана                                         | Анатомия страсти     | Победа    |
| Золотой глобус                 | 2019 | Лучшая женская роль в драматическом сериале                               | Убивая Еву           | Победа    |
| Спутник                        | 2005 | Лучшая женская роль второго плана — мини-сериал, телесериал или телефильм | Анатомия страсти     | Номинация |
| Спутник                        | 2006 | Лучший актёрский состав в драматическом сериале                           | Анатомия страсти     | Победа    |
| Спутник                        | 2019 | Лучшая женская роль в драматическом сериале                               | Убивая Еву           | Номинация |
| Спутник                        | 2019 | Лучшая женская роль в драматическом сериале                               | Убивая Еву           | Номинация |
| Спутник                        | 2021 | Лучшая женская роль в драматическом сериале                               | Убивая Еву           | Номинация |
| Спутник                        | 2022 | Лучшая женская роль в комедийном сериале или мюзикле                      | Кафедра              | Номинация |
| Эмми                           | 2005 | Лучшая женская роль второго плана в драматическом сериале                 | Анатомия страсти     | Номинация |
| Эмми                           | 2006 | Лучшая женская роль второго плана в драматическом сериале                 | Анатомия страсти     | Номинация |
| Эмми                           | 2007 | Лучшая женская роль второго плана в драматическом сериале                 | Анатомия страсти     | Номинация |
| Эмми                           | 2008 | Лучшая женская роль второго плана в драматическом сериале                 | Анатомия страсти     | Номинация |
| Эмми                           | 2009 | Лучшая женская роль второго плана в драматическом сериале                 | Анатомия страсти     | Номинация |
| Эмми                           | 2018 | Лучшая женская роль в драматическом сериале                               | Убивая Еву           | Номинация |
| Эмми                           | 2019 | Variety Special                                                           | Золотой глобус, 2019 | Номинация |
| Эмми                           | 2019 | Лучшая женская роль в драматическом сериале                               | Убивая Еву           | Номинация |
| Эмми                           | 2019 | Лучший драматический сериал                                               | Убивая Еву           | Номинация |
| Эмми                           | 2019 | Лучшая приглашенная актриса в комедийном сериале                          | Saturday Night Live  | Номинация |
| Эмми                           | 2020 | Лучшая женская роль в драматическом сериале                               | Убивая Еву           | Номинация |
| Эмми                           | 2020 | Лучший драматический сериал                                               | Убивая Еву           | Номинация |
| Эмми                           | 2022 | Лучшая женская роль в драматическом сериале                               | Убивая Еву           | Номинация |
| Выбор критиков                 | 2005 | Лучший актёрский состав                                                   | На обочине           | Победа    |
| Выбор критиков                 | 2019 | Лучшая женская роль в драматическом сериале                               | Убивая Еву           | Победа    |
| Выбор критиков                 | 2022 | Лучшая женская роль в комедийном сериале                                  | Кафедра              | Номинация |
| BAFTA                          | 2019 | Лучшая женская роль                                                       | Убивая Еву           | Номинация |
| Общество кинокритиков Бостона  | 2005 | Лучший актёрский состав                                                   | На обочине           | Победа    |
| Сатурн                         | 2019 | Лучшая актриса в телесериале                                              | Убивая Еву           | Номинация |
| CableACE Award                 | 1997 | Женская роль в комедийном сериале                                         | Арлисс               | Победа    |
| NAACP Image Award              | 2001 | Лучшая женская роль второго плана в комедийном сериале                    | Арлисс               | Номинация |
| NAACP Image Award              | 2010 | Лучшая актриса в драматическом сериале                                    | Анатомия страсти     | Номинация |
| NAACP Image Award              | 2011 | Лучшая актриса второго плана в драматическом сериале                      | Анатомия страсти     | Номинация |
| NAACP Image Award              | 2012 | Лучшая актриса в драматическом сериале                                    | Анатомия страсти     | Номинация |
| NAACP Image Award              | 2013 | Лучшая актриса в драматическом сериале                                    | Анатомия страсти     | Номинация |
| Kids’ Choice Awards            | 2023 | Любимый голос персонажа мультфильма (женский)                             | Я краснею            | Номинация |